# أوستن أبرامز
أوستن أبرامز (بالإنجليزية: Austin Abrams)‏ هو ممثل أمريكي، ولد في 2 سبتمبر 1996 بساراسوتا في الولايات المتحدة.

## أعمال

### أفلام
- (2013) فرقة العصابات[4]
- (2015) بلدات ورقية[5][6][7]
- (2017) حالة براد
- (2019) قصص مخيفة تحكى في الظلام

### مسلسلات
- الموتى السائرون

## وصلات خارجية
- أوستن أبرامز على موقع IMDb (الإنجليزية)
- أوستن أبرامز على موقع ميتاكريتيك (الإنجليزية)
- أوستن أبرامز على موقع روتن توميتوز (الإنجليزية)
- أوستن أبرامز على موقع قاعدة بيانات الأفلام العربية
- أوستن أبرامز على موقع ألو سيني (الفرنسية)
- أوستن أبرامز على موقع تيرنر كلاسيك موفيز (الإنجليزية)
- أوستن أبرامز على موقع أول موفي (الإنجليزية)
- أوستن أبرامز على موقع قاعدة بيانات الأفلام السويدية (السويدية)
- أوستن أبرامز على موقع قاعدة بيانات الفيلم (الإنجليزية)
- أوستن أبرامز على موقع ليتربوكسد (الإنجليزية)